# Cornelius Leahy
Cornelius "Con" Leahy, född 27 april 1876 i Charleville på Irland, död 18 december 1921 på Manhattan i New York, var en irländsk friidrottare som främst tävlade i höjdhopp och tresteg.
Leahy växte upp i grevskapet Limerick som en av sju bröder, vilka alla var idrottsmän. Till exempel tog brodern Patrick OS-medaljer under sommar-OS 1900 i både höjd- och längdhopp.
1906 blev Leahy och två andra utövare, Peter O'Connor och John Daly uttagna för att representera Irland vid Extraspelen i Aten. Reglerna var emellertid sådana att endast utövare som var nominerade av sina länders nationella olympiska kommittéer kunde representera sitt land, Irland hade ingen olympisk kommitté, varför Storbritanniens olympiska kommitté inlemmade irländarna i sin trupp. Detta föll ej i god jord bland dessa, som genomförde en mindre protestaktion under flaggceremonin efter längdhoppstävlingen.
Leahy vann guldmedaljen i höjdhopp med resultatet 1,775, varvid han besegrade ungraren Lajos Gönczy med 2,5 centimeter. Leahy deltog därefter i tresteg, en tävling som vanns av landsmannen O'Connor på 14,075, medan Leahy erövrade silvermedaljen med ett hopp på 13,98.
Vid sommar-OS 1908 deltog Leahy ånyo i höjdhopp. Han hoppade 1,88 och delade därmed andraplatsen med två andra hoppare, franske Geogres André och ungerske István Somodi, bakom den segrande amerikanen Harry Porter, som hoppade 1,905.
I augusti 1909 emigrerade Leahy, tillsammans med brodern Patrick, till USA, där han sedan kom att bo fram till sin död 1921.